# Garth
Garth é uma tira de banda desenhada do jornal britânico Daily Mirror, com início a 24 de Julho de 1943 e fim em 22 de Março de 1997, reiniciada a 13 de Agosto de 2008. É do género ação-aventura e baseia-se no personagem que é um herói que combate vilões em todo o mundo e através dos tempos. Garth foi amplamente distribuído em todo os países de língua Inglesa durante a sua publicação.

## História
Garth deu à costa nas ilhas Shetland e foi adoptado por um casal idoso. Enquanto foi crescendo, desenvolveu força quase sobre-humana e tornou-se num capitão naval e génio militar. Depois de conhecer o professor Lumiere, este psico-analisa-o fazendo com que ele recupere as suas memórias, tornando-se posteriormente no seu mentor. A partir dai, Garth começa a viajar no tempo, utilizando um raio inventado pelo professor Lumiere, confrontando vilões como a Madame Voss e Apolo.

## Evolução da série
Garth foi criado por Steve Dowling que ao fim de 59 tiras abandonou a série passando esta a ser desenhada por Allard até 1971 passando por sua vez a fasquia a Frank Bellamy, mantendo-se Allard a escrever o argumento. A longevidade deveu-se a Don Freeman, que criou praticamente toda a base do enredo da saga. Peter O'Donnell, Jim Edgar e Allan Angus também escreveram argumentos para a série ao longo da sua existência. Philip Harbottle, um perito e coleccionador das tiras de Garth, também escreveu várias histórias na década de 1990. Martin Asbury tornou-se no desenhador de Garth após a morte de Frank Bellamy e desenhou a série até ao episódio final.
As aventuras espácio-temporais de Garth, duraram mais de 50 anos e abrangeram 167 histórias.
Desde 13 de Agosto de 2008, que Garth tem aparecido no site do Daily Mirror, desenhada pelo artista Huw J. Davies. O personagem está a fazer um regresso e brevemente voltará às páginas do Daily Mirror.

## Lista dos episódios
| - "Garth" - "Children Of The Dawn" - "The Island Laboratory" - "The Seven Ages Of Garth" - "The Saga Of Garth" - "The Awakening Of Garth" - "The Quest Of The 'G' Ray" - "Garth vs The Brain" - "Into The Abyss" - "Olympic Champion" - "Wonder Women" - "Man Hunt" - "Selim The Slayer" - "Garth And The Glove Game" - "Journey To Jason" - "Space Time Traveller" - "The Phantom" - "Pharaoh" - "Wings Of The Night" - "Space-Time Travels" - "Flight Into The Future" - "Invasion From Space" - "Warriors of Krull" - "Garth in Hollywood" - "The Return of Malveno" - "The Golden Sphere - "The 13th Man" - "The Stone Of Soloman" - "The Fantastic Doctor Quyn" - "The Hand of Attila" - "The Last Goddess" - "The Captive" - "The Sorcerer" - "The Mask of Chang Ku" - "Crystals of Camelot" - "The Big Game" - "The Living Mountain" - "The Long Sleep" - "Warrior World" - "The Static Zone" - "When Venus Was Born" - "The Hounds Of Skarn" | - "The Islands Of Kaa" - "The Troll" - "The Golden Slayer" - "The Rebels" - "The Teenager" - "The Big Joker" - "The Time Couriers" - "The Invaders" - "The Brain" - "The Night of The Knives" - "Lord of The Computers" - "The Wakening" - "Wrath of Venus" - "The Gledig Miracle" - "The Time Lock" - "The Web Of Dionara" - "Mind Destroyers" - The Rohan Legend" - "Playboy of Space" - "These Men Are Mine" - "Exiles" - "Hell Ship" - "The Brain Voyagers" - "The Syndicate" - "Journey Into Fear" - "Sundance" - "The Cloud Of Balthus" - "The Orb Of Trimandias" - "The Wolf Man Of Ausensee" - "People of The Abyss" - "The Women of Galba" - "Ghost Town" - "The Mask of Atacama" - "The Wreckers" - "The Beast of Ultor" - "Freak Out To Fear" - "Bride of Jenghiz Khan" - "The Angels of Hell's Gap - "The Doomsmen" - "The Bubble Man" - "The Beautiful People" - "The Spanish Lady" | - "The Man-Hunt" - "Ship of Secrets" - "Mr. Rubio Calls" - "Sapphire" - "Finality Factor" - "Power Game" - "The Long Sleep" - "Voyage Into Time" - "The Fisherman" - "Mind Stealers" - "Citizen Mundo 14500" - "The French Woman" - "The Forgotten" - "The Iron Maidens" - "Legion Of The Damned" - "Make Your Play" - "Day of Anger" - "The Space Mods" - "Seek and Destroy" - "The Bombers" - "Hunters" - "Merchants of Terror" - "Hammer of Thorwald" - "Sammy" - "La Belle Sauvage" - "Tell No Tales" - "Lords of Space" - "Winning Is All" - "Whose Finger on the Button?" - "This Land Is Mine" - "Tigress" - "Comet of Doom" - "Return to Thule" - "Sage of Eadon" - "Brotherhood of Blood" - "Vengeance of Venn" - "Outlaws" - "Super-Hero" - "The Great Beast" - "The Gallant and the Gray" - "The Don's Daughter" - "In the Beginning" | - "Body Swap" - "Beyond The Dreamtime" - "Venus Trap" - "Takeover UK!" - "Scourge of God" - "The Doll Master" - "Swordsman Of Subucus" - "The Chiller Connection" - "Dancing Queen" - "Dark Side" - "Treasure at Colchis" - "Bedside Manor" - "Apache Moon" - "The Iceman Cometh" - "Hell-Fire" - "Blood Sport" - "Man on the Edge" - "The Killing of Rusty O'Roare" - "Twin Souls" - "Viva El Garto!" - "Return to the Static Zone" - "Warlord" - "Champions" - "Nightmare in Paris" - "Days of Doom" - "Twilight World" - "Stag Night" - "Devil Woman" - "Home Run" - "Sub Mission" - "Bigfoot" - "Railhead" - "Room 202" - "Mistress Orange" - "Nasuanna" - "Sal's Island" - "The Picture" - "Dam Drivers" - "Z File" - "Garth in Space" - "Double Diamonds" |

## Garth em Portugal
Em Portugal foi publicado em numerosas revistas, cabendo à Editorial Futura, a única publicação em álbum, nos números 2 e 7  da Colecção "Antologia da BD Clássica".